# Арнуль II (граф Лоона)

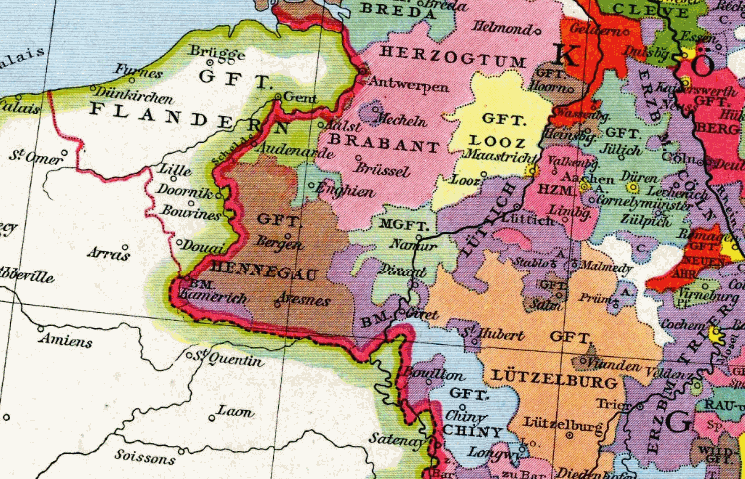
Графство Лоон в 1250 году

Арнуль II (фр. Arnoul II de Looz; ок. 1100 — после 1136) — граф Лоона и Ринека (Бавария).
Сын Арнуля I де Лооза и его жены Агнессы Майнцской. Наследовал отцу ок. 1128 года.
В 1135 году основал аббатство Авербоде, которое передал ордену премонстрантов.

## Брак и дети
Жена — Алеида, происхождение которой не выяснено. Дети:
- Людовик I (ум. 11 августа 1171), граф Лоона и Ринека
- Жерар (ум. после 1138), граф Ринека
- Готшальк
- Имажина, аббатиса в Сюстерене.

В генеалогии рода Лооз-Корсварем, составленной около 1720 года, сыном Арнуля II и Алеиды также считается:
- Жан де Лооз, сеньор де Гер.

Согласно Biographie Nationale de Belgique, Арнуль II умер в 1146 году, ещё при жизни передав управление Лооном старшему сыну.